# (473074) 2015 HD102
(473074) 2015 HD102 es un asteroide perteneciente al cinturón de asteroides, descubierto el 15 de septiembre de 2006 por el equipo del Spacewatch desde el Observatorio Nacional de Kitt Peak, Arizona, Estados Unidos.

## Designación y nombre
Designado provisionalmente como 2015 HD10.

## Características orbitales
2015 HD102 está situado a una distancia media del Sol de 3,011 ua, pudiendo alejarse hasta 3,368 ua y acercarse hasta 2,654 ua. Su excentricidad es 0,118 y la inclinación orbital 1,030 grados. Emplea 1908 días en completar una órbita alrededor del Sol.

## Características físicas
La magnitud absoluta de 2015 HD102 es 17,1.